# Ankiliabo (Menabe)
Ankiliabo is een plaats en gemeente in Madagaskar gelegen in het district Manja van de regio Menabe. Er woonden bij de volkstelling in 2001 ongeveer 14.000 mensen.
In de plaats is basisonderwijs onderwijs en voortgezet onderwijs voor jonge kinderen beschikbaar. 100% van de bevolking is landbouwer. Het belangrijkste gewas is de limaboon, maar er wordt ook rijst verbouwd.